# Plankorsning

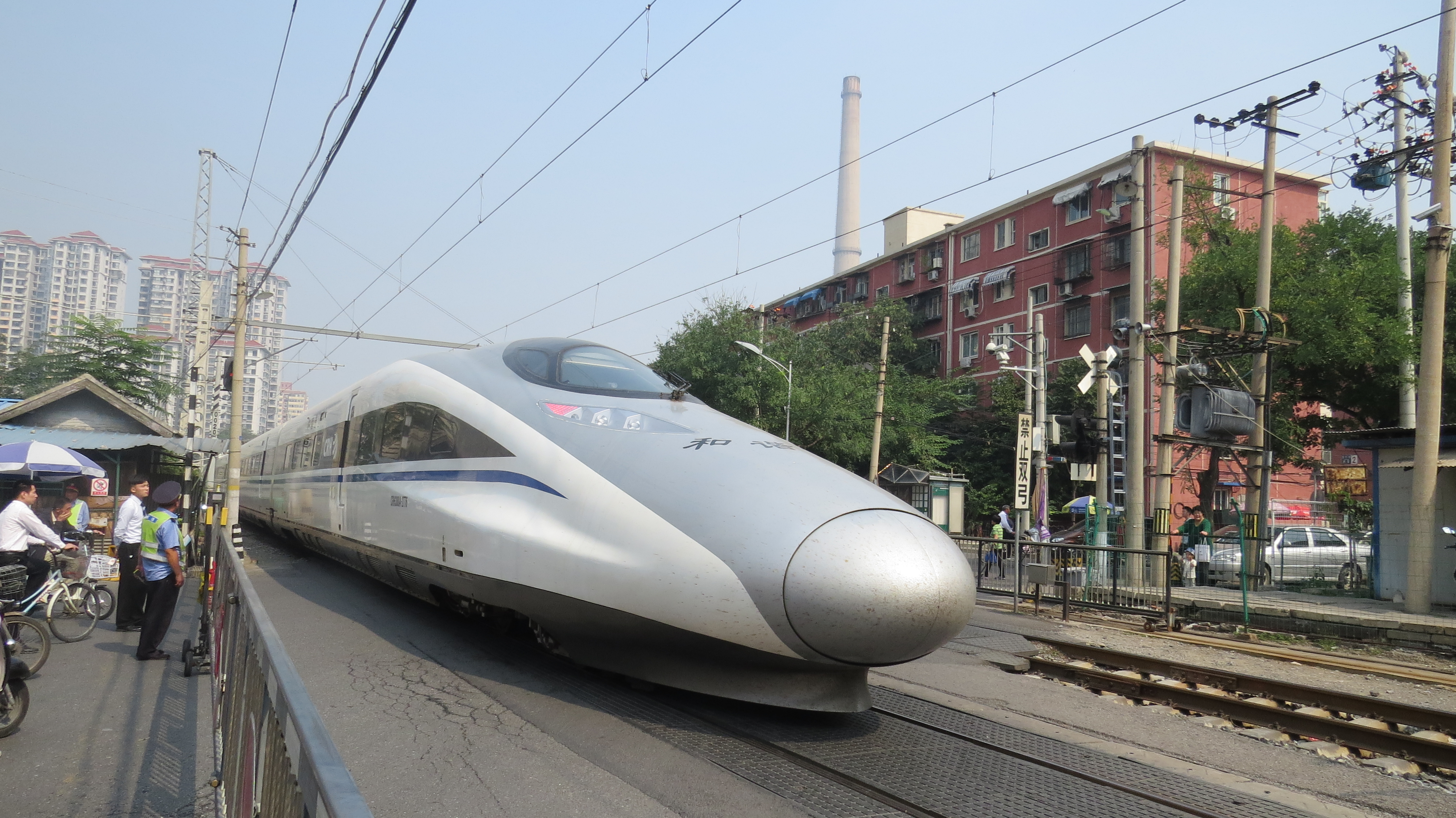
Korsning mellan väg och järnväg i Kinas huvudstad Beijing.

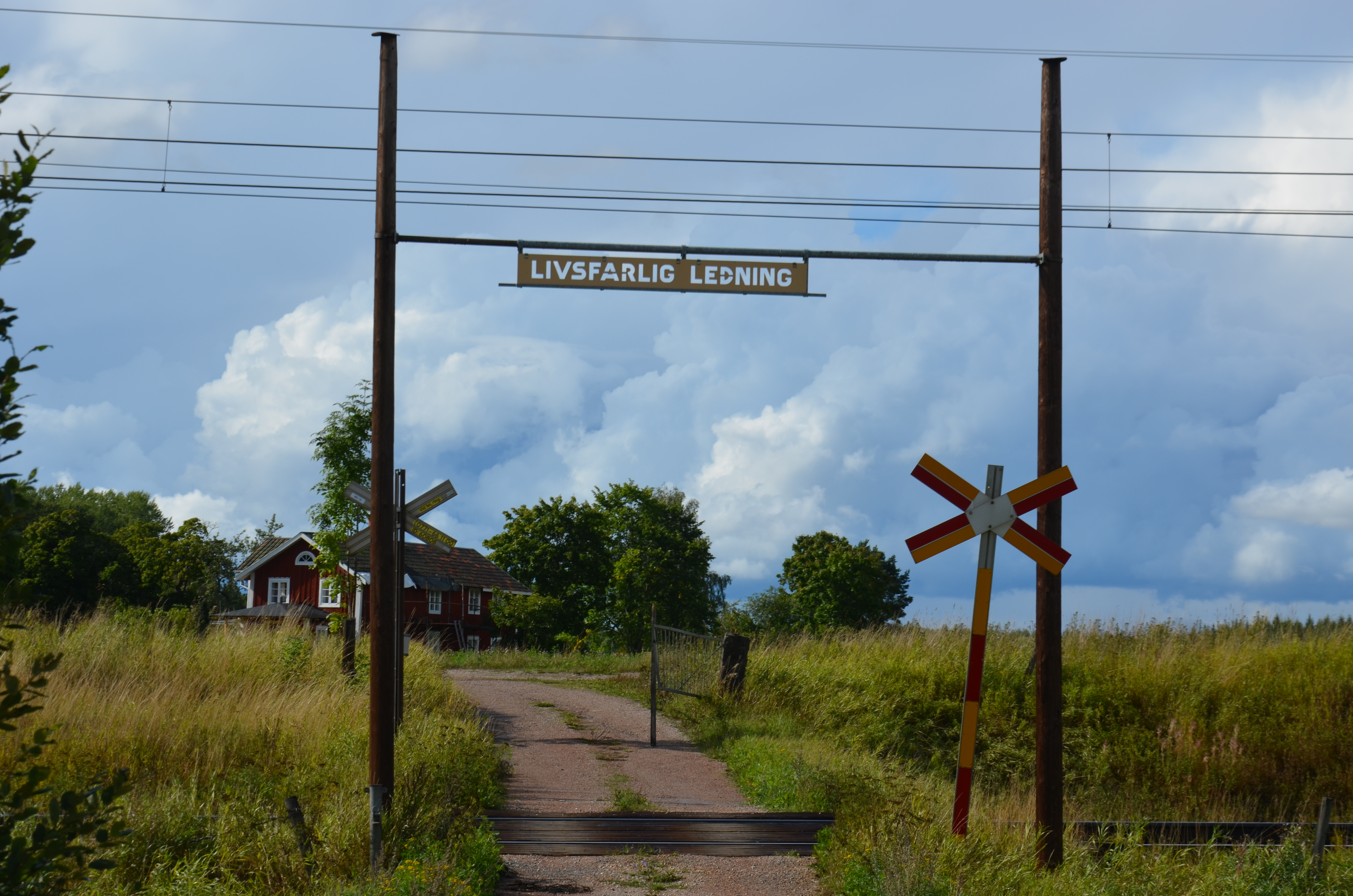
Obevakad järnvägsövergång, Godsstråket genom Bergslagen i Snytsbo

En plankorsning är en korsning mellan en väg och en järnväg eller spårväg i samma plan, i motsats till en planskild korsning. Ordet plankorsning används dock ofta om en korsning mellan två vägar i samma plan.

## Plankorsning med järnväg

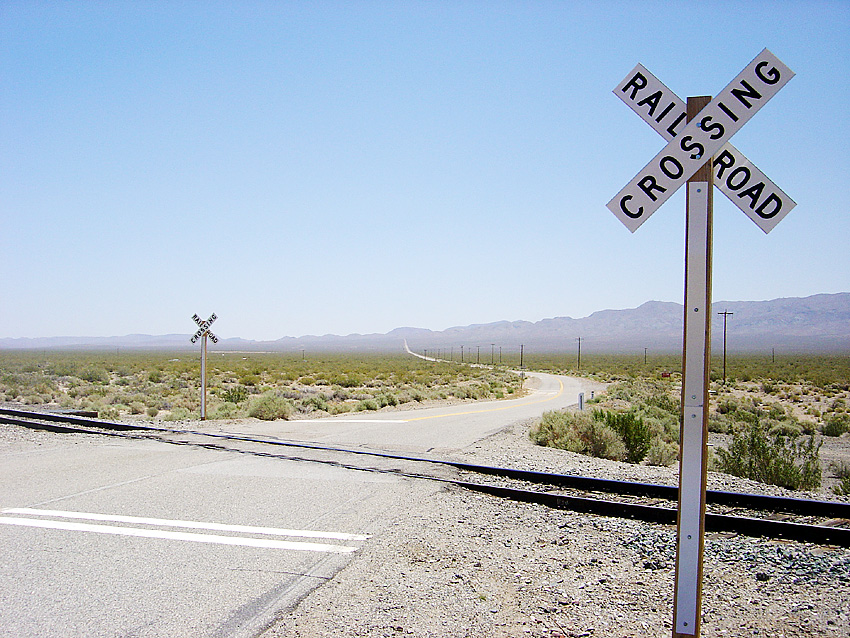
En amerikansk plankorsning med kryssmärke i den kaliforniska Mojaveöknen. Denna plankorsning har bara passiva skyddsanordningar.

Svenskt kryssmärke.

Plankorsningsskyddsanordningar kan delas in i två kategorier: aktiva anordningar och passiva anordningar. Huruvida en plankorsning bör förses med passiva eller aktiva skyddsanordningar kan utvärderas med hjälp av verktyg såsom Australian Level Crossing Assessment Model.
Till aktiva skyddsanordningar hör apparater som blir verksamma när ett tåg närmar sig plankorsningen; bland dessa finns bommar (såväl hel- som halvbommar) samt ljus- och ljudsignaler. Plankorsningar där aktiva skyddsanordningar används kan även förses med hinderdetektorer. En hinderdetektor är en anordning som känner av vägfordon i plankorsningar och då hindrar bommarna att fällas helt så att vägfordon som annars skulle bli instängda i korsningen kan köra ut. Samtidigt visas även stoppsignal till närmande tåg. Det har bara inträffat en enda riktig olycka i Sverige där sådan funnits sedan runt 1990, och det var en bil som körde rakt in i de fällda bommarna alldeles framför tåget. Det kan även användas spärrar som fysiskt förhindrar vägfordon från att komma in i plankorsningar; dessa är vanliga i Ryssland.
Passiva skyddsanordningar utgörs av vägskyltar, bland dem kryssmärken, stoppskyltar eller väjningspliktsskyltar.

## Korsning med spårväg

Korsning med spårväg

Plankorsningar mellan väg och spårväg skyltas och signaleras i Sverige i princip likadant som mellan två vägar. Det finns inte några kryssmärken (utom för Lidingöbanan som 2009 omdefinierades från järnväg till spårväg). Däremot förekommer en särskild varningsskylt före korsningarna. Spårvagnar har fullt ut företräde före vägfordon, men håller relativt låg hastighet.
Tunnelbanor har i Sverige, Norge och Tyskland ungefär samma status som spårvägar. Plankorsningar mellan väg och tunnelbana finns inte i Sverige, däremot i Oslo i Norge (Holmenkollbanan) och i Frankfurt i Tyskland.

## Vägkorsning
Begreppet plankorsning används också (felaktigt) om en vägkorsning, där minst två vägar skär varandra, som är den absolut vanligaste formen av korsningar mellan vägar, såväl som den form av korsningar som både är enklast och billigast att bygga för två vägar som korsar eller ansluter till varandra.
På hårt trafikerade vägar är korsningar oftast försedda med trafiksignaler, för att undvika köbildning på de vägar där korsande trafik har väjningsplikt. De har dock nackdelen att de kan bli mer trafikfarliga på vägar med höga hastigheter, och särskilt högtrafikerade vägar. I Sverige tillåts max 70 km/h förbi trafiksignaler, vilket många dock tar med en nypa salt på huvudvägar. Därför eftersträvar man ofta att på större och mer trafikerade vägar ersätta plankorsningar med planskilda korsningar, där trafik kan korsa varandra på varsitt separat plan och därigenom utan att påverka varandra på ett sätt som kan orsaka fördröjningar och olycksrisker. På motorväg (och i Sverige även motortrafikled) finns enbart planskild korsning.

En mer trafikerad väg är oftast skyltad som huvudled, och har då i regel en väjningspliktsskylt uppsatt vid varje vägkorsning, för att förtydliga att en fordonsförare på väg in på en körbana som är huvudled har väjningsplikt mot varje fordon som redan färdas på körbanan, likaså som när infart på en körbana sker när föraren kör ut från en plats där den s.k. utfartsregeln gäller; i Storbritannien har dessutom fordonsförare som svänger i en trevägskorsning (d.v.s. en korsning där vägen förgrenar sig i tre grenar men inte fyra) väjningsplikt - mot fordon som färdas rakt fram och fordon som svänger till vänster eller (om två fordon båda svänger till höger) som närmar sig från vänster - eftersom T-korsningsregeln gäller där (och en väg som löper rakt fram vid en trevägskorsning är normalt också markerad som huvudled). I övriga fall, när ingen väjningsplikt anges på vägmärke, har en fordonsförare väjningsplikt enligt högerregeln mot fordon som närmar sig från höger (när fordonets kurs och ett från höger kommande fordons kurs skär varandra), i Sverige såväl som de flesta övriga europeiska länder utom Storbritannien (som inte har vänsterregeln trots vänstertrafik).
Många traditionella vägkorsningar har också byggts om till cirkulationsplatser (rondeller). Dessa är trafiksäkrare mot personskador eftersom hastigheterna är låga på grund av skarp sväng. Däremot är mindre krockar med plåtskador vanliga där.